# NGC 1408
NGC 1408 je jedan do danas nepotvrđeni objekt u zviježđu Kemijskoj peći. Sva promatranja poslije nisu na tom položaju uočila nikoji objekt.

## Vanjske poveznice
- SEDS: NGC 1408